# Hephthocara
Hephthocara is een geslacht van straalvinnige vissen uit de familie van naaldvissen (Bythitidae).

## Soorten
- Hephthocara crassiceps Smith & Radcliffe, 1913
- Hephthocara simum Alcock, 1892